# Депортація кумиків
Депортація кумиків — депортація кумицького населення в інші райони СРСР, здійснена радянською окупаційною владою 12 квітня 1944 року.

## Історія
У радянський період більшість неугодних кумицьких інтелектуалів (поет Темір-Булат Бейбулатов, революціонер Алі-Клич Хасаєв та багато інших) були репресовані. Становище кумиків у республіці поступово погіршувалося. У 1937 році Джелал Коркмасов (перший голова АПСР Дагестану) був репресований за неправдиві звинувачення в пантюркізмі. У 1944 році багато кумиків було примусово депортовано до Хасавюртівського району сусідньої Чечено-Інгушської АРСР, корінні мешканці якого були депортовані незадовго до цього, переважно до Казахської РСР.

## Сьогодні
Депортація кумиків досі не визнана офіційно.